# 잔부의회
잔부의회(Rump Parliament)는 토마스 프라이드 대령이 장기의회를 폐회한 뒤에 소집된 영국 내의 의회를 말한다. 1648년 12월 6일에 열렸으며, 찰스 1세를 중대반역죄로 기소하려 했던 그란디의 의도에 반대하던 회원들로 구성되었다.
잔부(Rump)라는 말의 의미는 원래 포유동물의 숨겨진 부위 또는 뒷부분을 의미하는 데, 잔여부분이라는 의미는 영어의 문맥에 따라 처음에는 기록되었다. 1649년 이후, 잔여의회는 실제로 적법한 의회의 잔여 기간 동안 열린 의회를 의미한다.

## 같이 보기
- 시역